# Roland de Pury
Roland de Pury (* 15. November 1907 in Genf; † 24. Januar 1979 in Aix-en-Provence) war ein Schweizer protestantischer Pfarrer. Während des Zweiten Weltkriegs stand er in Lyon, wo er als Pfarrer amtete, zahlreichen Juden hilfreich zur Seite. Von Beginn an wandte er sich gegen den Nationalsozialismus, den er auf geistlicher Ebene und durch sein mutiges Eintreten für die Juden bekämpfte. Sein Leben lang setzte er sich für die Einhaltung der Menschenrechte ein.

## Leben

### Studien
Nach der Matura studierte der aus der Neuenburger Patrizierfamilie De Pury stammende Roland de Pury Literatur an der Universität Neuenburg in Neuchâtel. Nach Abschluss seines Studiums spielte er mit dem Gedanken Schriftsteller zu werden. Aufgrund einer inneren Umkehr begann er protestantische Theologie zu studieren. 1932 studierte er in Bonn bei Karl Barth, dessen Schüler er wurde. Zusammen mit seinem Freund Denis de Rougemont gründete Roland de Pury die französische protestantische Zeitschrift Hic et Nunc, die zum ersten Mal im November 1932 erschien. Hic et Nunc war stark von der Theologie Karl Barths geprägt und machte diese in Frankreich bekannt. Mit seiner Frau Jacqueline hatte acht Kinder.

### Geistlicher Widerstand und Hilfe für jüdische Flüchtlinge
1938 verliess Roland de Pury seine Pfarrstelle in einer reformierten Gemeinde im Département Vendée und zog in das Pfarrhaus in der rue de la Lanterne in Lyon ein. Zusammen mit seiner Frau Jacqueline half er seit 1940 verfolgten Juden Frankreich zu verlassen und in die Schweiz zu gelangen. Er war einer jener Geistlichen, die die nationalsozialistische Rassenideologie anprangerten. In einer am 14. Juli 1940 gehaltenen Predigt lehnte er in aller Deutlichkeit den Nazismus, Marschall Pétain und die Kollaboration des französischen Staates mit dem nationalsozialistischen Deutschen Reich ab. In dieser Predigt sprach de Pury über das siebte Gebot: „Du sollst nicht stehlen“, und es war einer der ersten Akte eines christlichen Widerstands in Frankreich. Im September 1941 arbeitete Roland de Pury an den Thèses de Pomeyrol mit, die aus theologischer Sicht den Nazismus und die Verfolgung der Juden verwarfen. Diese Thesen stützten sich auf die Barmer Theologische Erklärung, die zum großen Teil von Karl Barth ausgearbeitet worden war und Ende Mai 1934 auf der ersten Bekenntnissynode verabschiedet wurde.
Nachdem die deutschen Streitkräfte im November 1942 auch die Südzone Frankreichs besetzten, richtete sich die Gestapo an verschiedenen Orten in Lyon ein. Sehr schnell bemerkten die Deutschen, dass jüdische Flüchtlinge und einige verfolgte Nichtjuden heimlich das Pfarrhaus in der rue de la Lanterne aufsuchten. Roland de Pury wurde während eines Gottesdienstes am 30. Mai 1943 verhaftet und in die Festung Montluc gebracht, die den Deutschen als Gefängnis diente. In seiner mehrere Monate dauernden Haft schrieb er sein Zellentagebuch (Journal de cellule). Er wurde Ende Oktober 1943 gegen deutsche Spione, die in der Schweiz festgenommen worden waren, ausgetauscht. Daraufhin flüchtete mit seiner Familie nach Neuchâtel. Nach dem Krieg kehrte er in seine Gemeinde in Lyon zurück.

### Nachkriegszeit
Nach dem Krieg begann für Roland de Pury eine intensive literarische Schaffenszeit. In den 1960er und 1970er Jahren wurde er Missionar und hielt sich unter anderem in Kamerun und Madagaskar auf. Er erhob seine Stimme gegen die Kolonisation und prangerte die Folter im Algerienkrieg an. 1976 wurden Roland de Pury und seine Frau Jacqueline von der Gedenkstätte Yad Vashem mit dem Ehrentitel Gerechter unter den Völkern ausgezeichnet. Roland de Pury starb 1979.

## Bibliographie (Auswahl)
- Présence de l'Eternité. Delachaux & Niestlé, Neuchâtel; Paris 1943. (Dt. Übers. von Otto Weber: Die Gegenwart der Ewigkeit. Kaiser, München 1958).
- Pierres vivantes. Commentaire de la 1ère épître de Pierre. Delachaux & Niestlé, Neuchâtel; Paris 1944. (Dt. Übers. von Hedwig Roth: Ein Petrusbrief in der Gefängniszelle. Auslegung des 1. Petrusbriefes. Evangel. Verlag AG, Zollikon-Zürich 1944).
- Journal de cellule. 30 mai-29 octobre 1943. La Guilde du Livre, Lausanne 1944. (La Guilde du livre; 71). (Dt. Übers. von Hedwig Roth: Tagebuch aus der Gefangenschaft. Evangel. Verlag AG, Zollikon-Zürich 1944).
- Die Macht der Wahrheit. Existentialismus und christlicher Glaube. Aus dem Franz. übers. von Wilhelm Vischer. Evangel. Verlag AG, Zollikon-Zürich 1950.
- Job ou L'homme révolté. Labor et Fides, Genève 1955. (Les cahiers du renouveau; 12). (Dt. Übers. von Rudolf Pfisterer: Hiob, der Mensch im Aufruhr. Kreis Moers, Buchh. des Erziehungsvereins, Neukirchen 1957. (Biblische Studien; 15)).
- Le libérateur. Notes sur l'Exode. Labor et fides, Genève 1957. (Dt. Übers. von  Rudolf Pfisterer: Der Exodus. Kreis Moers, Verlag des Erziehungsvereins, Neukirchen 1961. (Biblische Studien; 30)).